# National Hockey League 1971/1972
National Hockey League 1971/1972 var den 55e säsongen av NHL. 14 lag spelade 78 matcher i grundserien innan Stanley Cup inleddes den 5 april 1972. Stanley Cup vanns av Boston Bruins som tog sin femte titel, efter finalseger mot New York Rangers med 4-2 i matcher.
Phil Esposito, Boston Bruins, vann poängligan på 133 poäng, 66 mål + 67 assist.

## Grundserien

### East Division
| Nr | Lag                 | S  | V  | O  | F  | GM  | IM  | MS   | P   |
| -- | ------------------- | -- | -- | -- | -- | --- | --- | ---- | --- |
| 1  | Boston Bruins       | 78 | 54 | 11 | 13 | 330 | 204 | +126 | 119 |
| 2  | New York Rangers    | 78 | 48 | 13 | 17 | 317 | 192 | +125 | 109 |
| 3  | Montreal Canadiens  | 78 | 46 | 16 | 16 | 307 | 205 | +102 | 108 |
| 4  | Toronto Maple Leafs | 78 | 33 | 14 | 31 | 209 | 208 | +1   | 80  |
| 5  | Detroit Red Wings   | 78 | 33 | 10 | 35 | 261 | 262 | −1   | 76  |
| 6  | Buffalo Sabres      | 78 | 16 | 19 | 43 | 203 | 289 | −86  | 51  |
| 7  | Vancouver Canucks   | 78 | 20 | 8  | 50 | 203 | 297 | −94  | 48  |

### West Division
| Nr | Lag                     | S  | V  | O  | F  | GM  | IM  | MS   | P   |
| -- | ----------------------- | -- | -- | -- | -- | --- | --- | ---- | --- |
| 1  | Chicago Black Hawks     | 78 | 46 | 15 | 17 | 256 | 166 | +90  | 107 |
| 2  | Minnesota North Stars   | 78 | 37 | 12 | 29 | 212 | 191 | +21  | 86  |
| 3  | St. Louis Blues         | 78 | 28 | 11 | 39 | 208 | 247 | −39  | 67  |
| 4  | Pittsburgh Penguins     | 78 | 26 | 14 | 38 | 220 | 258 | −38  | 66  |
| 5  | Philadelphia Flyers     | 78 | 26 | 14 | 38 | 200 | 236 | −36  | 66  |
| 6  | California Golden Seals | 78 | 21 | 18 | 39 | 216 | 288 | −72  | 60  |
| 7  | Los Angeles Kings       | 78 | 20 | 9  | 49 | 205 | 305 | −100 | 49  |

## Poängligan
Not: SP = Spelade matcher, M = Mål, A = Assists, Pts = Poäng
| Spelare         | Lag                 | SM | M  | A  | Pts |
| --------------- | ------------------- | -- | -- | -- | --- |
| Phil Esposito   | Boston Bruins       | 76 | 66 | 67 | 133 |
| Bobby Orr       | Boston Bruins       | 76 | 37 | 80 | 117 |
| Jean Ratelle    | New York Rangers    | 63 | 46 | 63 | 109 |
| Vic Hadfield    | New York Rangers    | 78 | 50 | 56 | 106 |
| Rod Gilbert     | New York Rangers    | 73 | 43 | 54 | 97  |
| Frank Mahovlich | Montreal Canadiens  | 76 | 43 | 53 | 96  |
| Bobby Hull      | Chicago Black Hawks | 78 | 50 | 43 | 93  |
| Yvan Cournoyer  | Montreal Canadiens  | 73 | 47 | 36 | 83  |
| Johnny Bucyk    | Boston Bruins       | 78 | 32 | 51 | 83  |
| Bobby Clarke    | Philadelphia Flyers | 78 | 35 | 46 | 81  |

## Slutspelet 1972
8 lag gör upp om Stanley Cup-bucklan, matchserierna avgjordes det i bäst av sju matcher.
|  | Kvartsfinaler         | Kvartsfinaler    |                     |   | Semifinaler | Semifinaler |  |  | Final | Final |
|  |                       |                  |                     |   |             |             |  |  |       |       |
|  |                       |                  |                     |   |             |             |  |  |       |       |
|  |                       |                  |                     |   |             |             |  |  |       |       |
|  | Boston Bruins         | 4                |                     |   |             |             |  |  |       |       |
|  | Boston Bruins         | 4                |                     |   |             |             |  |  |       |       |
|  | Toronto Maple Leafs   | 1                |                     |   |             |             |  |  |       |       |
|  | Toronto Maple Leafs   | 1                | Boston Bruins       | 4 |             |             |  |  |       |       |
|  |                       |                  | Boston Bruins       | 4 |             |             |  |  |       |       |
|  |                       | St. Louis Blues  | 2                   |   |             |             |  |  |       |       |
|  | St. Louis Blues       | St. Louis Blues  | 2                   | 4 |             |             |  |  |       |       |
|  | St. Louis Blues       |                  |                     | 4 |             |             |  |  |       |       |
|  | Minnesota North Stars | 3                |                     |   |             |             |  |  |       |       |
|  | Minnesota North Stars | 3                | Boston Bruins       | 4 |             |             |  |  |       |       |
|  |                       |                  | Boston Bruins       | 4 |             |             |  |  |       |       |
|  |                       | New York Rangers | 2                   |   |             |             |  |  |       |       |
|  | Chicago Black Hawks   | New York Rangers | 2                   | 4 |             |             |  |  |       |       |
|  | Chicago Black Hawks   |                  |                     | 4 |             |             |  |  |       |       |
|  | Pittsburgh Penguins   | 0                |                     |   |             |             |  |  |       |       |
|  | Pittsburgh Penguins   | 0                | Chicago Black Hawks | 0 |             |             |  |  |       |       |
|  |                       |                  | Chicago Black Hawks | 0 |             |             |  |  |       |       |
|  |                       | New York Rangers | 4                   |   |             |             |  |  |       |       |
|  | New York Rangers      | New York Rangers | 4                   | 4 |             |             |  |  |       |       |
|  | New York Rangers      |                  |                     | 4 |             |             |  |  |       |       |
|  | Montreal Canadiens    | 2                |                     |   |             |             |  |  |       |       |
|  | Montreal Canadiens    | 2                |                     |   |             |             |  |  |       |       |

Kvartsfinaler
Boston Bruins vs. Toronto Maple Leafs
| Datum    | Hemma               | Mål | Borta               | Mål | Not      |
| -------- | ------------------- | --- | ------------------- | --- | -------- |
| 5 april  | Boston Bruins       | 5   | Toronto Maple Leafs | 0   |          |
| 6 april  | Boston Bruins       | 3   | Toronto Maple Leafs | 4   | SD 02:58 |
| 8 april  | Toronto Maple Leafs | 0   | Boston Bruins       | 2   |          |
| 9 april  | Toronto Maple Leafs | 4   | Boston Bruins       | 5   |          |
| 11 april | Boston Bruins       | 3   | Toronto Maple Leafs | 2   |          |

Boston Bruins vann kvartsfinalserien med 4-1 i matcher
New York Rangers vs. Montreal Canadiens
| Datum    | Hemma              | Mål | Borta              | Mål |
| -------- | ------------------ | --- | ------------------ | --- |
| 5 april  | New York Rangers   | 3   | Montreal Canadiens | 2   |
| 6 april  | New York Rangers   | 5   | Montreal Canadiens | 2   |
| 8 april  | Montreal Canadiens | 2   | New York Rangers   | 1   |
| 9 april  | Montreal Canadiens | 4   | New York Rangers   | 6   |
| 11 april | New York Rangers   | 1   | Montreal Canadiens | 2   |
| 13 april | Montreal Canadiens | 2   | New York Rangers   | 3   |

New York Rangers vann kvartsfinalserien med 4-2 i matcher
Chicago Black Hawks vs. Pittsburgh Penguins
| Datum   | Hemma               | Mål | Borta               | Mål | Not      |
| ------- | ------------------- | --- | ------------------- | --- | -------- |
| 5 april | Chicago Black Hawks | 3   | Pittsburgh Penguins | 1   |          |
| 6 april | Chicago Black Hawks | 3   | Pittsburgh Penguins | 2   |          |
| 8 april | Pittsburgh Penguins | 0   | Chicago Black Hawks | 2   |          |
| 9 april | Pittsburgh Penguins | 5   | Chicago Black Hawks | 6   | SD 00:12 |

Chicago Black Hawks vann kvartsfinalserien med 4-0 i matcher
Minnesota North Stars vs. St Louis Blues
| Datum    | Hemma                 | Mål | Borta                 | Mål | Not      |
| -------- | --------------------- | --- | --------------------- | --- | -------- |
| 5 april  | Minnesota North Stars | 3   | St Louis Blues        | 0   |          |
| 6 april  | Minnesota North Stars | 6   | St Louis Blues        | 5   | SD 01:36 |
| 8 april  | St Louis Blues        | 2   | Minnesota North Stars | 1   |          |
| 9 april  | St Louis Blues        | 3   | Minnesota North Stars | 2   |          |
| 11 april | Minnesota North Stars | 4   | St Louis Blues        | 3   |          |
| 13 april | St Louis Blues        | 4   | Minnesota North Stars | 2   |          |
| 16 april | Minnesota North Stars | 1   | St Louis Blues        | 2   | SD 10:07 |

St Louis Blues vann kvartsfinalserien med 4-3 i matcher
Semifinaler
Boston Bruins vs. St Louis Blues
| Datum    | Hemma          | Mål | Borta          | Mål |
| -------- | -------------- | --- | -------------- | --- |
| 18 april | Boston Bruins  | 6   | St Louis Blues | 1   |
| 20 april | Boston Bruins  | 10  | St Louis Blues | 2   |
| 23 april | St Louis Blues | 2   | Boston Bruins  | 7   |
| 25 april | St Louis Blues | 3   | Boston Bruins  | 5   |

Boston Bruins vann semifinalserien med 4-0 i matcher
Chicago Black Hawks vs. New York Rangers
| Datum    | Hemma               | Mål | Borta               | Mål |
| -------- | ------------------- | --- | ------------------- | --- |
| 16 april | Chicago Black Hawks | 2   | New York Rangers    | 3   |
| 18 april | Chicago Black Hawks | 3   | New York Rangers    | 5   |
| 20 april | New York Rangers    | 3   | Chicago Black Hawks | 2   |
| 23 april | New York Rangers    | 6   | Chicago Black Hawks | 2   |

New York Rangers vann semifinalserien med 4-0 i matcher

## Stanley Cup-final
Boston Bruins vs. New York Rangers
| Datum    | Hemma            | Mål | Borta            | Mål | Arena                           |
| -------- | ---------------- | --- | ---------------- | --- | ------------------------------- |
| 30 april | Boston Bruins    | 6   | New York Rangers | 5   | Boston Garden, Boston           |
| 2 maj    | Boston Bruins    | 2   | New York Rangers | 1   | Boston Garden, Boston           |
| 4 maj    | New York Rangers | 5   | Boston Bruins    | 2   | Madison Square Garden, New York |
| 7 maj    | New York Rangers | 2   | Boston Bruins    | 3   | Madison Square Garden, New York |
| 9 maj    | Boston Bruins    | 2   | New York Rangers | 3   | Boston Garden, Boston           |
| 11 maj   | New York Rangers | 0   | Boston Bruins    | 3   | Madison Square Garden, New York |

Boston Bruins vann finalserien med 4-2 i matcher

## NHL awards
| 1971–72 NHL awards              | 1971–72 NHL awards                                                                     |
| ------------------------------- | -------------------------------------------------------------------------------------- |
| Prince of Wales Trophy:         | Boston Bruins                                                                          |
| Clarence S. Campbell Bowl:      | Chicago Black Hawks                                                                    |
| Art Ross Memorial Trophy:       | Phil Esposito, Boston Bruins                                                           |
| Bill Masterton Memorial Trophy: | Bobby Clarke, Philadelphia Flyers                                                      |
| Calder Memorial Trophy:         | Ken Dryden, Montreal Canadiens                                                         |
| Conn Smythe Trophy:             | Bobby Orr, Boston Bruins                                                               |
| Hart Memorial Trophy:           | Bobby Orr, Boston Bruins                                                               |
| James Norris Memorial Trophy:   | Bobby Orr, Boston Bruins                                                               |
| Lady Byng Memorial Trophy:      | Jean Ratelle, New York Rangers                                                         |
| Lester B. Pearson Award:        | Jean Ratelle, New York Rangers                                                         |
| NHL Plus/Minus Award:           | Bobby Orr, Boston Bruins                                                               |
| Vezina Trophy:                  | Tony Esposito & Gary Smith, Chicago Black Hawks                                        |
| Lester Patrick Trophy:          | Clarence S. Campbell, John A. "Snooks" Kelley, Ralph "Cooney" Weiland, James D. Norris |

## All-Star
| Första laget                       | Position | Andra laget                        |
| ---------------------------------- | -------- | ---------------------------------- |
| Tony Esposito, Chicago Black Hawks | M        | Ken Dryden, Montreal Canadiens     |
| Bobby Orr, Boston Bruins           | B        | Bill White, Chicago Black Hawks    |
| Brad Park, New York Rangers        | B        | Pat Stapleton, Chicago Black Hawks |
| Phil Esposito, Boston Bruins       | C        | Jean Ratelle, New York Rangers     |
| Rod Gilbert, New York Rangers      | HF       | Yvan Cournoyer, Montreal Canadiens |
| Bobby Hull, Chicago Black Hawks    | VF       | Vic Hadfield, New York Rangers     |